# Pier Leoni
Pier Leoni, ou Pierleone (en latin, Petrus Leo ou Petrus filius Leonis) (mort le 2 juin 1128) était le fils du juif converti Leo de Benedicto, ancêtre de l'illustre famille romaine médiévale des Pierleoni. Gregorovius l'appelle le Crassus juif.

## Histoire
Pierleone était consul de la ville éternelle au début du XIIe siècle. En 1108, il était l'un des régents de la ville quand l'empereur Henri V força le pape Pascal II à quitter Rome pour obtenir le départ de l'armée impériale. En 1111, Pierleone a participé aux négociations pour le couronnement d'Henri V. Toujours fidèle au pape, il reprit Rome pour lui en 1117 mais fut ensuite fait prisonnier par Ptolémée Ier de Tusculum.
Après l'élection de l'évêque Jean de Gaeta sous le nom de Gélase II le 24 janvier 1118, le nouveau pape fut jeté en prison par Cencio II Frangipane. Pierleone, son fils Pierre, préfet de la ville, et le gonfalonier pontifical Étienne le Normand, rendirent sa liberté du pape.
Pierleone possédait le théâtre de Marcellus, l'île Tibérine et le château Saint-Ange, la forteresse des papes. Il fut le plus grand homme de son temps à Rome alors qu'il n'était que le petit-fils d'un juif du Trastevere. On peut encore voir de nos jours son grand sarcophage de marbre dans la basilique de Saint-Paul-hors-les-Murs. Il y est inscrit ceci : « un homme incomparable, immensément riche en argent et en enfants ». Parmi ces derniers, il laissa quatre fils : Leo, Pierre (l'antipape Anaclet II), Giordano (qui devint patrice de la commune de Rome), Roger et Huguizon. Sa fille aurait épousé Roger Ier de Sicile.